# GLPI
GLPI — аббревиатура для Gestionnaire libre de parc informatique (Свободный менеджер ИТ-инфраструктуры), является системой работы с заявками и инцидентами, а также для инвентаризации компьютерного оборудования (компьютеры, программное обеспечение, принтеры и т.д.). Имеет расширенные функции, такие как работа системы отслеживания почты с уведомлением и методы, для создания базы данных с основной информацией о топологии сети.

## Обзор
GLPI это веб-приложение, разрабатывающееся на PHP. GLPI включает возможности:
- Инвентаризацию компьютеров, периферийного оборудования, сетевых принтеров и связанных компонентов через интерфейс с OCS Inventory или FusionInventory.
- Управление заявками и инцидентами
- Управление лицензиями, договорами (по стандарту ITIL)
- Связывание пользователей и групп по географическому положению
- Управление деловой и финансовой информацией (договоры)
- Управление статусом объектов
- Поддержка базы знаний и Часто задаваемых вопросов (FAQ)
- Генераторы отчетов
- Поддерживаются базы данных MySQL/MariaDB
- Поддержка UTF8
- Система оповещения о событиях

GLPI позволяет увеличивать функциональность с помощью подключения плагинов.

### Демо-версия
Демо-версия доступна по адресу . Некоторые функциональные возможности системы недоступны в связи с вопросами безопасности (управление пользователями, изменение паролей, резервное копирование и восстановление баз данных и т.п.). Однако, в общих чертах можно оценить то, чем является GLPI.

## История развития
После более чем 80 релизов и 13 лет существования, сообщество GLPI решило доверить дальнейшую разработку проекта компании Teclib.
Таким образом, с лета 2015 года Teclib :
- Гарантирует что решение GLPI остается под свободной лицензией (возможность свободно скачать и использовать)
- Усиливает команду разработчиков для того, чтобы ускорить эволюцию GLPI
- Обеспечивает целостность и качество кода ядра и коммитов
- Ведёт план развития проекта (Roadmap) GLPI
- Обрабатывает запросы и коммиты пользователей

## Плагины
Имеет большое количество плагинов для различных нужд. Например:
Order - управление заказами
FusionInventory for GLPI - инвентаризация оборудования
Dashboard - обширный инструмент для отчетов
И многие другие плагины.

## Внешние ссылки
- Официальный сайт
- Разработка GLPI
- Презентация GLPI на FOSDEM 2011.